# PhotoRec
PhotoRec — свободная программа для восстановления данных, предназначенная для восстановления потерянных файлов в памяти цифровой камеры (CompactFlash, Memory Stick, SecureDigital, SmartMedia, Microdrive, MMC, USB Memory Drives и т. д.), на жестких дисках и компакт-дисках. Она восстанавливает большинство основных форматов изображений, включая JPEG, а также аудиофайлы, включая MP3, документы таких форматов как Microsoft Office, PDF, и HTML, и форматы архивов, включая ZIP.
PhotoRec не пытается записать поврежденные данные туда, откуда вы их пытаетесь восстановить. Восстановленные файлы записываются в каталог, откуда запущен PhotoRec, или любой другой на выбор пользователя.
PhotoRec идет в комплекте с TestDisk.

## Операционные системы
PhotoRec совместим с:
- DOS (и с настоящим и c Windows 9x DOS box)
- Microsoft Windows (NT4, 2000, XP, 2003, Vista, 7)
- Linux
- FreeBSD, NetBSD, OpenBSD
- SunOS
- Mac OS X

## Функциональность
FAT, NTFS, ext2 / ext3 / ext4 файловые системы хранят файлы в блоки данных (также называемые кластер данных под Windows). Размер кластера или блока остается на постоянном количестве секторов после инициализации во время форматирования файловой системы. В целом, большинство операционных систем пытаются хранить данные непрерывным образом, чтобы минимизировать фрагментация данных. Время поиска механических приводов имеет большое значение для записи и чтения данных на жесткий диск и с него, поэтому важно поддерживать фрагментацию на минимальном уровне.
При удалении файла метаинформация об этом файле (имя файла, дата / время, размер, местоположение первого блока данных / кластера и т. Д.) теряется; например, в файловой системе ext3 / ext4 имена удаленных файлов все еще присутствуют, но местоположение первого блока данных удаляется. Это означает, что данные все еще присутствуют в файловой системе, но только до тех пор, пока некоторые или все они не будут перезаписаны новыми данными файла.
Чтобы восстановить эти «потерянные» файлы, PhotoRec сначала пытается найти размер блока данных (или кластера). Если файловая система не повреждена, это значение можно прочитать из суперблока (ext2 / ext3 / ext4) или загрузочной записи тома (FAT, NTFS). В противном случае PhotoRec читает носитель, сектор за сектором, ища первые десять файлов, из которых он вычисляет размер блока / кластера по их расположению. Как только этот размер блока известен, PhotoRec читает медиа-блок за блоком (или кластер за кластером). Каждый блок проверяется по базе данных сигнатур; которая поставляется вместе с программой и растет в типе файлов, которые она может восстановить с момента выхода первой версии PhotoRec. Это распространенный метод восстановления данных, который называется file carving.
Например, PhotoRec идентифицирует файл JPEG, когда блок начинается с:
- Начало изображения + APP0: 0xff, 0xd8, 0xff, 0xe0
- Начало изображения + APP1: 0xff, 0xd8, 0xff, 0xe1
- или начало изображения + комментарий: 0xff, 0xd8, 0xff, 0xfe

Если PhotoRec уже начал восстанавливать файл, он останавливает его восстановление, проверяет целостность файла, когда это возможно, и начинает сохранять новый файл (который он определил по найденной подписи).
Если данные не фрагментированы, восстановленный файл должен быть по размеру (или, возможно, больше), чем исходный файл. В некоторых случаях PhotoRec может узнать исходный размер файла из заголовка файла, поэтому восстановленный файл усекается до правильного размера. Однако, если восстановленный файл оказывается меньше указанного в заголовке, он отбрасывается. Некоторые файлы, такие как * .MP3, являются потоками данных. В этом случае PhotoRec анализирует восстановленные данные, а затем останавливает восстановление по окончании потока.
Когда файл успешно восстановлен, PhotoRec проверяет предыдущие блоки данных, чтобы увидеть, была ли найдена подпись файла, но файл не удалось успешно восстановить (т. Е. Файл был слишком маленьким), и он пытается снова. Таким образом, некоторые фрагментированные файлы могут быть успешно восстановлены.

## Распределение
PhotoRec и TestDisk поставляются вместе. Их можно загрузить с веб-сайта CGSecurity Архивная копия от 27 июня 2020 на Wayback Machine.
Эти утилиты можно найти на различных Linux Live CD:
- SystemRescueCD [2]

Они также упакованы для многочисленных дистрибутивов * nix (в основном Linux):
- Arch Linux Дополнительный репозиторий [3]
- Debian contrib [4]
- FreeBSD порт [5]
- OpenBSD порт [6]
- Gentoo [7] и Gentoo Portage [8]
- Mandriva contrib
- Source Mage GNU / Linux [9]
- Ubuntu [10]